# Tempio Italiano (Jerusalem)
Der Tempio Italiano (offiziell auf hebräisch בֵּית הַכְּנֶסֶת כְּמִנְהָג אִיטַלְקִי Bejt ha-Knesset kə-Minhag īṭalqī, deutsch ‚Synagoge nach italienischem Brauch‘, laut Namensinschrift בֵּית הַכְּנֶסֶת כְּמִנְהָג בְּנֵי רוֹמָה Bejt ha-Knesset kə-Minhag Bnej Rōmah, deutsch ‚Synagoge nach Brauch der Kinder Roms‘, italienisch Tempio italiano di Gerusalemme, daher auch בֵּית הַכְּנֶסֶת הָאִיטַלְקִי Bejt ha-Knesset ha-Īṭalqī, deutsch ‚Italienische Synagoge‘ oder בֵּית הַכְּנֶסֶת כְּמִנְהָג אִיטַלְקִי אִיטַלְיָה Bejt ha-Knesset kə-Minhag Īṭaljah, deutsch ‚Synagoge nach Brauch Italiens‘) ist eine von über 1.000 Synagogen in Jerusalem, Israel.
Die Betstätte ist eine Vereinssynagoge der Gesellschaft der Juden Italiens für geistliches Tun (hebräisch חֶבְרַת יְהוּדִיֵ אִיטַלְיָה לִפְעֻלָּה רוּחָנִית Chevrat Jəhūdej Īṭaljah li-Fʿullah Rūchanīt), einer als gemeinnützig anerkannter rechtsfähiger Verein organisierten Gemeinschaft und Qehillah von Juden meist italienischer Abkunft. Die Synagoge ist eine von vieren dieses Minhags (jüdischen Brauchs) in Israel, davon drei in Jerusalem und eine in Netanjah, in denen Bnej Roma (Kinder Roms, d. h. Vertreter des italienischen Brauchs) in Gebeten den nach ihnen benannten Ritus pflegen.
Der Tempio Italiano ist das lebendige Zentrum der italienisch-jüdischen Präsenz in Israel, beinah ein Muss für jeden Gast in Jerusalem. Er ist, was die Ausstattung angeht, die älteste Synagoge der heiligen Stadt,:57 nachdem nichtjüdische arabische Eroberer des Jüdischen Viertels der Altstadt in ihrem Zerstörungsbemühen dort 1948 und 1949 systematisch 34 Synagogen, darunter alle historisch bedeutenden der Stadt, vernichtet hatten, deren Wiederaufbau längst nicht abgeschlossen ist und deren jetzige Intérieurs aus Repliken zerstörter Originale oder aus alten Stücken fremder Herkunft bestehen, unter anderem solchen aus verwaisten italienischen Synagogen.

## Lage
Der Tempio Italiano befindet sich im ersten Stock des Alten Hospizes im Rechov Hillel 25, westlicher Bau des Ensembles Mitcham Schmidt in der westlichen Neustadt Jerusalems.

## Geschichte

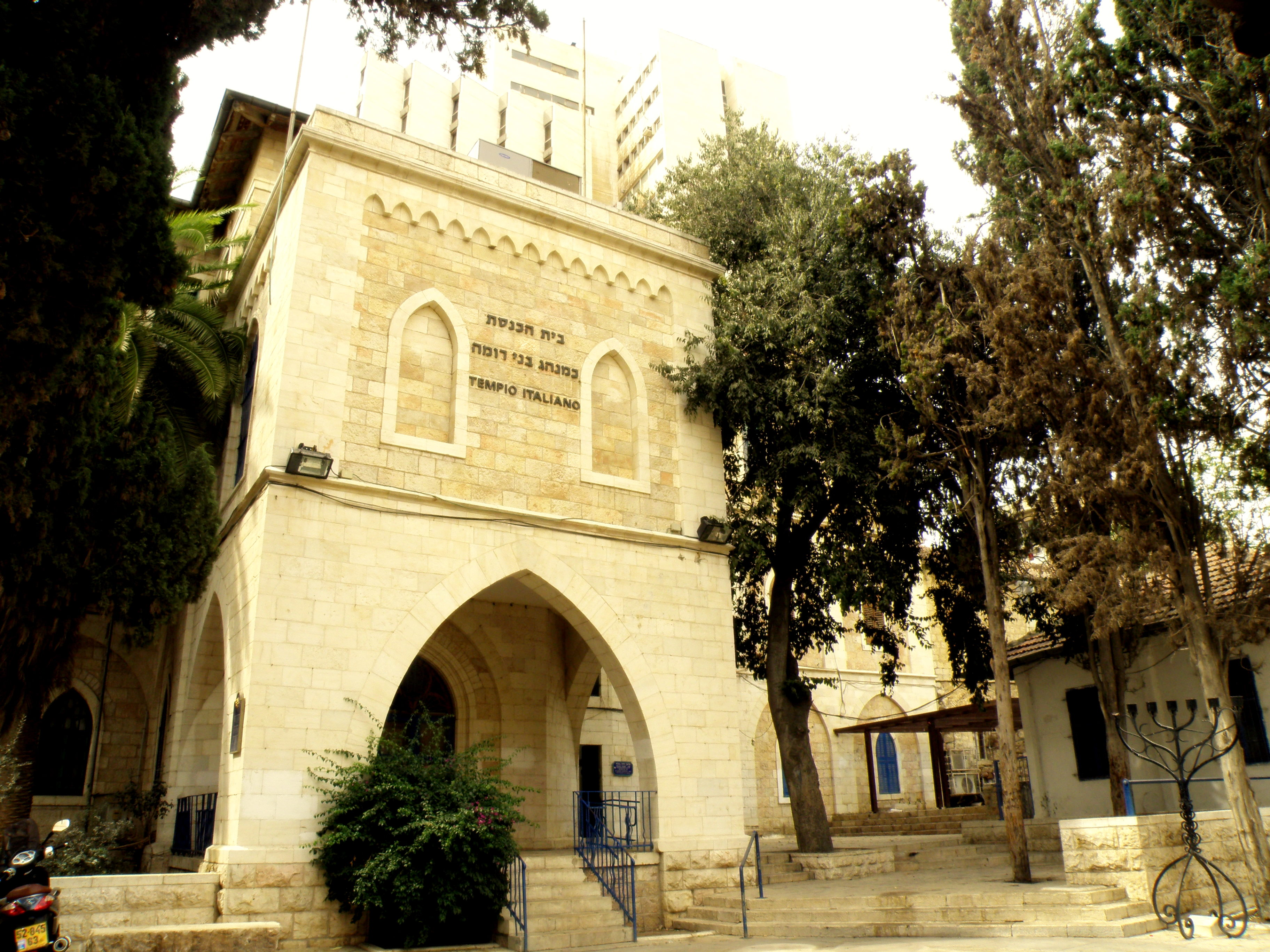
Blick durch die Laube unter der Synagoge und zur Pergola der Sukkah (re.), 2010

Die Gemeinde Chevrat Jehudej Italjah li-Fʿullah Ruchanit nutzte seit 1952 für ihre Versammlungen Räume der renommierten koedukativen religiösen Oberschule Beit ha-Sefer ha-Tichon he-Dati ha-ʿIroni Maʿaleh (hebräisch בֵּית הַסֵּפֶר הַתִּיכוֹן הֶדָּתִי הָעִירוֹנִי מַעֲלֶה), da sie anfangs noch keine eigenen Gemeinderäume besaß.:45 Auf der Suche nach einem eigenen Gemeindedomizil schlug Friedensrichter und Verleger Alfonso Pacifici (יְהוּדָה מְנַחֵם אַלְפוֹנְסוֹ פַּצִ'יפִיצִ'י; 1889–1981) vor, für dessen Ausstattung das Intérieur einer verwaisten italienischen Synagoge ins Mandatsgebiet Palästina zu holen, wozu bereits 1944 Federico Luzzatto die verlassene Synagoge Coneglianos in Venetien als bestens geeignet empfahl.:45 Die Gemeinde beschloss, sich um die Translokation der Synagoge Coneglianos zu bemühen.
Mörderischer Verfolgung in Süddeutsch- und dem Rheinland entronnene aschkenasische Juden erhielten 1398 als erste ihrer Religionsgemeinschaft Aufenthaltstitel für Conegliano, italienische Juden zogen bald hinzu und stellten schließlich die Mehrheit. Die Gemeinde wechselte vom aschkenasischen (also deutschen) zum italienischen Brauch. Im Jahre 1637 ließ die Republik Venedig die Juden Coneglianos in ein Ghetto zwingen und jeweils nachts einschließen, wo dann die neue Synagoge entstand, deren Intérieur im Tempio Italiano erhalten ist.
Viele Juden Italiens, die in Kleinstädten lebten, hatten nach ihrer Emanzipation 1861 im Zuge der Arbeitsmigration und Binnenwanderung des 19. Jahrhunderts ihre Heimat verlassen, so auch Conegliano. Um 1900 war die Synagoge verwaist, letztmals feierten dort Soldaten aus Österreich-Ungarns Heer im Ersten Weltkrieg während der Piaveschlachten im Tischri (September / Oktober) 1918 Schabbat und Jom Kippur, begleitet vom k. und k. Feldrabbiner Harry Deutsch, bevor der Bau weiter verfiel.

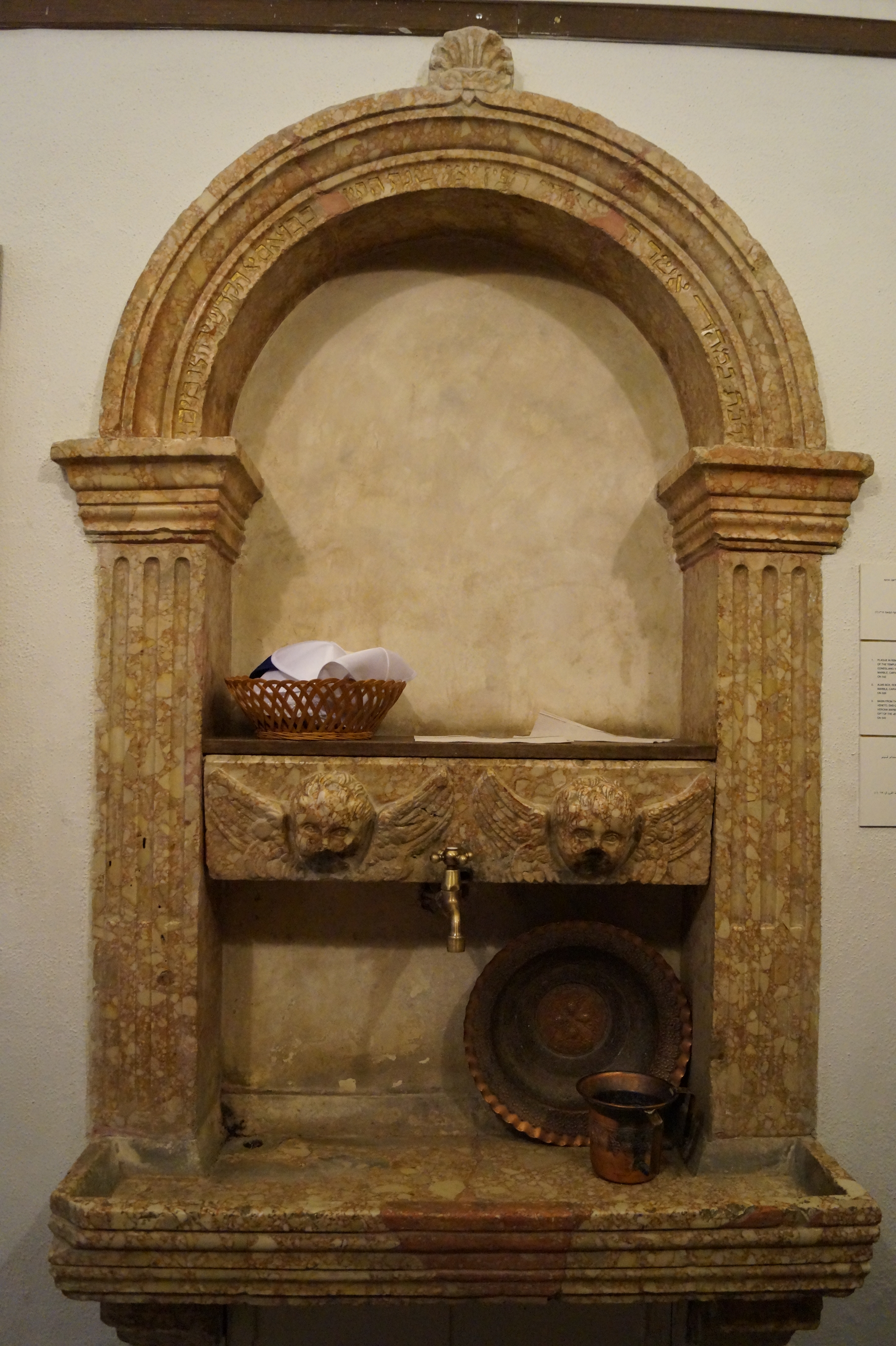
Kijor aus Conegliano im Korridor zum Tempio Italiano, links vom Eingang, 2016

Die Chevrat Jehudej Italjah gewann die Jerusalemer Kunstakademie Bezalʾel als kunstsachverständige Partnerin und zusammen beantragten sie am 26. März 1946 auf dem Congresso (Generalversammlung) der Unione delle comunità israelitiche italiane (Dachverband italienischer jüdischer Gemeinden) in Rom, das bewegliche Inventar der Synagoge Conegliano übernehmen und ausführen zu dürfen.:46 Der Vorstand der Comunità ebraica di Venezia, die die Liegenschaften der aufgelösten Synagogengemeinde Conegliano betreute, und ihr Großrabbiner Elio Toaff, dessen Bruder Renzo Toaff (שְׁלֹמֹה יוֹנָה רֶנְצוֹ טוֹאַף; 1913–1997) seit 1946 einer der Parnassim (Vorsteher) der Chevrat Jehudej Italjah war, genehmigten am 7. Oktober 1948 die Übergabe des Inventars der Synagoge.
Inzwischen übernahmen die israelischen Behörden 1948 den Mitcham Schmidt, Bauensemble der katholischen Schmidt-Schule für Mädchen des Kölner Deutschen Vereins vom Heiligen Lande, und als solches seit 1939 als Eigentum feindlicher Ausländer angesehen, aus britischem Gewahrsam (englisch Public Custody of Enemy Property ‚öffentlicher Gewahrsam von Feindvermögen‘). Nachdem Lazaristen (Brüder vom gleichen Orden ihrer ehemaligen Rektoren Patres Schmidt und Schmitz) die bewegliche Habe der Schule bis Oktober 1950 in den neuen Schulstandort im Paulus-Haus überführt hatten, übergaben die Behörden den Mitcham Schmidt als neues Domizil an den Beit ha-Sefer ha-Tichon Maʿaleh. Die Stadt Jerusalem als Schulträgerin übernahm den Mitcham Schmidt.
Im Jahre 1950 dann enteignete die israelische Regierung, gemäß einem Gesetz der Knesset, alles beschlagnahmte deutsche Vermögen entschädigungslos im Vorgriff auf eine Regelung israelischer Forderungen an Deutschland. Die Bundesregierung und Israel vereinbarten dann 1952 am Rande des deutsch-israelischen Luxemburger Abkommens ein Verfahren zur Anerkennung und Abgeltung der gegenseitig vertretenen Forderungen (Deutschland vertrat enteignete Palästinadeutsche und Israel jene seiner Bürger, die mit dem nackten Leben deutschem Judenmord entkommen waren), wobei sich die konkrete Einigung bis 1962 hinzog.
Fürs allmorgendliche Schulgebet wünschte die Maʿaleh-Schule eine Betstätte, während die Chevrat Jehudej Italjah li-Fʿullah Ruchanit (חֶבְרַת יְהוּדִיֵ אִיטַלְיָה לִפְעֻלָּה רוּחָנִית) Raum für eine eigene dauerhafte Synagoge suchte. Ende April 1951 erlangten Umberto Schlomoh Nahon (שְׁלֹמֹה אוּמְבֶּרְטוֹ נָכוֹן; 1905–1974) und Renzo Toaff eine Einigung mit der Schule, in der vormals katholischen Kapelle im ersten Stock des westlichen Gebäudes des Ensembles Mitcham Schmidt (das wegen seiner früheren Funktion Altes Hospiz genannt wird), die angestrebte Synagoge einzurichten, die unter der Woche den Schülerinnen, Schülern und Lehrkräften zur Verfügung stehen würde und an Schabbat und anderen jüdischen Feiertagen der Chevrat Jehudej Italjah dienen sollte.
Das bewegliche Inventar der Synagoge zu Conegliano wurde 1949 geborgen und wartete sicher verpackt mit fertigen staatlichen Exportpapieren aufs Verschiffen, während sie selbst 1950 abgerissen wurde. Doch die religiöse Gemeinde Chevrat Jehudej Italjah und der weltliche Immigratenverband Irgun ʿOlej Italjah (Organisation der Einwanderer aus Italien) stritten um Rechte und Zuständigkeiten, bis Venedigs Qehillah ein Ultimatum bis Mitte Januar 1951 stellte, woraufhin die Streitparteien sich vermittelt durch Nahon und Rabbiner Dr. Emanuele Menachem Artom (auch Hartom, מְנַחֵם עִמָּנוּאֵל הַרְטוֹם; 1916–1992) einigten. Das Inventar ging auf die Reise.
Der eigentlichen Partnerin Bezalʾel gegenüber verheimlichte die Chevrat Jehudej Italjah die Verschiffung des Inventars, da man befürchtete, die Kunstakademie könnte dessen Einbau und Anpassung an räumliche Gegebenheiten aus konservatorischen Gründen ablehnen und verhindern. Nach Ankunft der Kisten Ende April 1951 im Hafen von Haifa dauerte es ein Jahr Torahschrein, Bimah, Gestühl und Wandtäfelungen in der Kapelle des Alten Hospizes zu installieren, wobei die Frauenempore zunächst fortgelassen wurde.
Gemeinsames Anliegen Emanuele Artoms, Nahons und des Parnas Mosè Giorgio Coen Piranis (1917–1970) war, nach jüdischer Landflucht und dem nationalsozialistischen Judenmord verwaiste jüdische Kunst, hauptsächlich des synagogalen Raums im ländlichen Italien, die mitunter von Antisemiten und/oder durch Kriegshandlungen zudem beschädigt war, vor Verfall oder weiterer Zerstörung zu bewahren und wieder ihrem eigentlich Zweck zuzuführen. Dieser ist, Menschen in religiöser Handlung an und in Betrachtung solcher Kunst zu erfreuen und zu erbauen. Artom, Nahon und Coen Pirani bewirkten, dass solche Kunst verwaist von fehlenden Juden und ihrem religiösen Tun gerettet und zu lebenden Juden, an deren karge Gebetsstätten gebracht wurde, die aus der Not der Anfangsjahre Israels heraus fast bar jeder Kunst waren.
Außer dem Tempio Italiano erhielten weitere israelische Synagogen italienische Kunstwerke, meist Torahschreine, im Zuge der Translokation aus Italien:
| Nr. | Kunstwerk und Herkunftsort                                  | Name der Synagoge                                                                                          | Baujahr  | Betstätte, wo es sich jetzt findet |
| --- | ----------------------------------------------------------- | --- | -------- | --- |
| 1   | Intérieur aus Busseto, zwischengelagert in Modenas Synagoge | Sinagoga di Busseto (Abriss 1922)                                                                          | 1878     | Beit Knesset Qomemijjut (בֵּית הַכְּנֶסֶת קוֹמְמִיּוּת), Talbiyyah (zu Jerusalem)                                                                               |
| 2   | Torahschrein, Carpi                                         | Sinagoga di Carpi                                                                                          | 1859     | Alte Synagoge (1960–2006 genutzt; Arch. Joseph Schoenberger [1912–1982]) des Beit ha-Sefer ha-Chaqlaʾi, profaniert und seit 2009 Bibliothek, Ajanot |
| 3   | komplettes Intérieur, Ceneda (ab 1866 zu Serravalle)        | Sinagoga di Ceneda                                                                                         | 1701     | Israel Museum, Jerusalem |
| 4   | komplettes Intérieur, Conegliano                            | Sinagoga di Conegliano                                                                                     | 1675     | Tempio Italiano, Nachon-Museum, Jerusalem |
| 5   | Teile des Intérieurs, Cortemaggiore                         | Sinagoga di Cortemaggiore                                                                                  |          | ? |
| 6   | Teile des Intérieurs, Florenz                               | Sinagoghe di via delle Oche                                                                                |          | Synagoge Jad ha-Gibborim, Ramat Gan, und Jeschivat Kerem be-Javneh, im Chevel Javneh                                                                |
| 7   | Torahschrein, Moncalvo                                      | Synagoge (Moncalvo)                                                                                        |          | Ovadjah-Bertinoro-Synagoge, Ramat Gan |
| 8   | Torahschrein, Montua                                        | Scuola Grande Italiana, 1938 durch italienische Faschisten abgerissen                                      | 1635     | Synagoge der Jeschivat Poniewież, Bnei Braq |
| 9   | Teile des Intérieurs, Padua                                 | Grande Sinagoga tedesca haskenazita von 1525, am 14. Mai 1943 durch italienische Faschisten niedergebrannt | ca. 1683 | Zentralsynagoge (בֵּית הַכְּנֶסֶת הַמֶּרְכָּזִי) in Jad Elijahu (zu Tel Aviv-Jaffa)                                                                               |
| 10  | Bimah mit Baldachin und Torahschrein, Padua                 | Sinagoga di rito spagnolo                                                                                  | ca. 1617 | Beit ha-Knesset Renanim (בֵּית הַכְּנֶסֶת רְנָנִים) im Heichal Schlomoh, Jerusalem                                                                            |
| 11  | 2 Torahschreine, Padua                                      | |          | Vier sephardische Synagogen, Jüdisches Altstadtviertel, Jerusalem                                                                                   |
| 12  | Blenden der Frauenempore, Pesaro                            | Sinagoga di rito italiano                                                                                  |          | Beit Knesset Qomemijjut (בֵּית הַכְּנֶסֶת קוֹמְמִיּוּת), Talbiyyah (zu Jerusalem)                                                                               |
| 13  | Torahschrein, Pitigliano                                    | Synagoge (Pitigliano)                                                                                      | 17. Jh.  | Karmiel |
| 14  | Torahschrein, Reggio nell’Emilia                            | Synagoge (Reggio nell’Emilia)                                                                              | 1756     | Synagoge Qirjat Schmuʾel (בֵּית כְּנֶסֶת קִרְיַת שְׁמוּאֵל), Qirjat Schmuʾel (seit 1952 zu Haifa)                                                                |

Nach Sonnenuntergang am 4. April 1952, mit Beginn des Schabbat ha-Gadol, folgte die Einweihung des Tempio Italiano in Gegenwart von 200 Synagogengängern, vor allem Bnej Roma, einigen eingesessenen Jerusalemern und manchen geflüchteten Überlebenden der Schoʾah sowie Nahon, Israels Präsident Jizchaq Ben Zvi und Rabbiner Emanuele Artom, der auch die Mesusah anbrachte. Artom versah dann von 1953 bis 1965 das Amt als Rosch des Collegio Rabbinico Italiano, damals mit Sitz in Turin und Rom. Derweil wurde Umberto Nahon zum Parnas (Vorstandsmitglied) der Chevrat Jehudej Italjah gewählt, deren Präsident er dann ab 1959 bis zu seinem Tode 1974 war.:49
Es wurde dann für Jahre eine Tradition, dass höchste Vertreter des Staates Israel sich jeweils an Schabbat vor Pessach im Tempio Italiano einfanden, um den Jahrestag seiner Einweihung zu feiern.:59 Der Tempio Italiano war mit seinem damaligen Alter von knapp 250 Jahren die älteste Synagoge der Stadt, nachdem alle Synagogen der Jerusalemer Altstadt, die teils um einiges älter gewesen waren, im Furor der arabischen Besiegten gegen alles Jüdische 1948/1949 systematisch zerstört worden waren und keine in den Vierteln außerhalb der Stadtmauern länger bestand als seit Mitte des 19. Jahrhunderts.:57

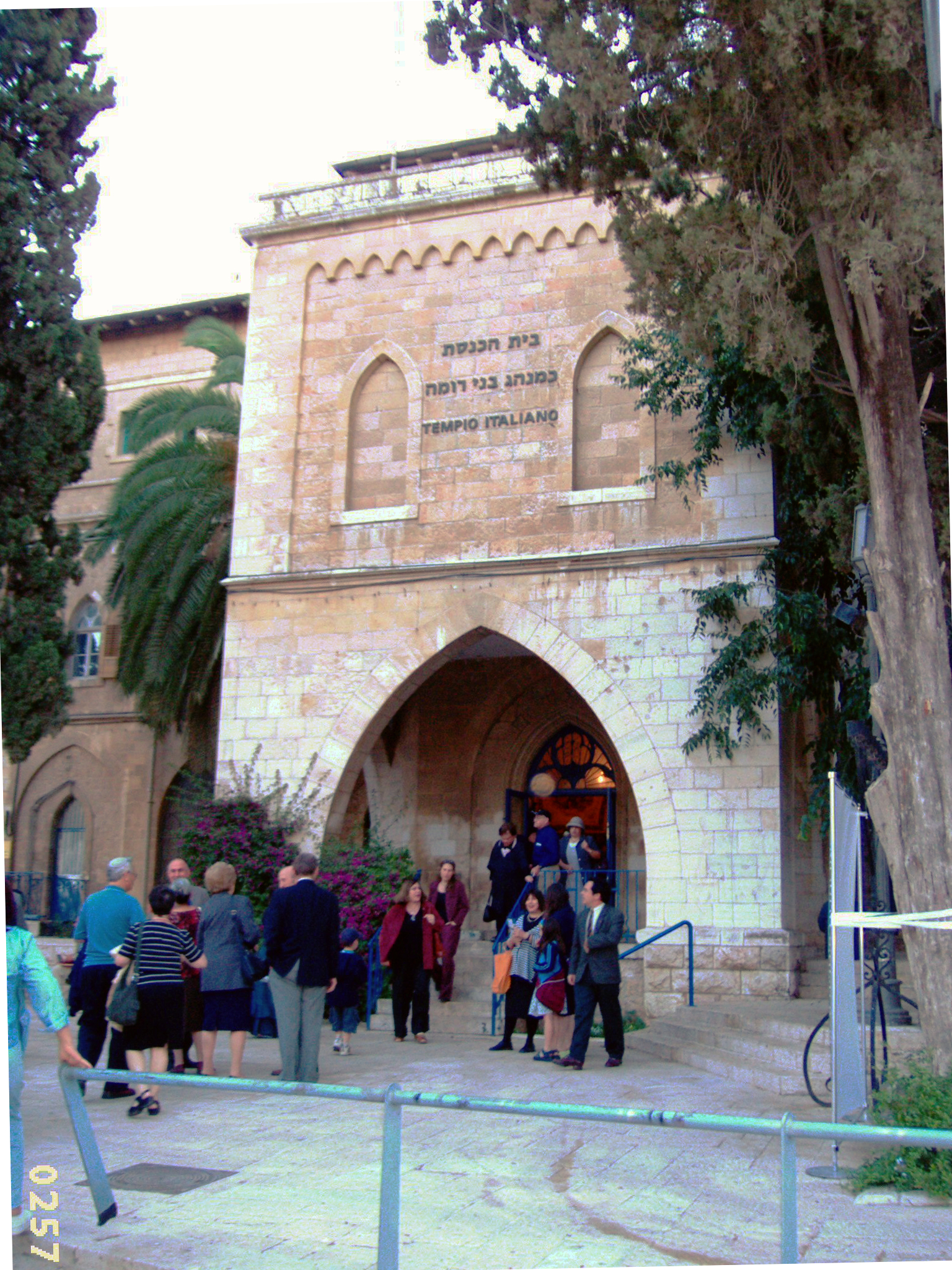
Besucher am Eingang unter der Synagoge, 2004

Als die Maʿaleh-Schule 1962 beide Bauten des Mitcham Schmidt räumte und in ihr neues Schulgebäude im Rechov Hillel 30 umzog, blieb der Tempio Italiano als einzige Nutzerin und die Stadt Jerusalem als Eigentümerin erwog, den Mitcham Schmidt abreißen zu lassen. Doch die Chevrat Jehudej Italjah beharrte darauf im Alten Hospiz zu bleiben, weshalb die Abbruchpläne in der Schublade verblieben. Neue Nutzer bezogen die Räume im Alten Hospiz, die die Chevrat Jehudej Italjah nicht nutzte. Den östlich gegenüberliegenden Bau des Mitcham Schmidt (Rechov Hillel 27) bezog ZaHa"Ls Standortkommando Jerusalem.
Nahon baute bis zu seinem Tode 1974 kontinuierlich die Sammlung jüdischer Kunst aus Italien in den an den Tempio Italiano angrenzenden Räumen aus, woraus dann 1983 das Nachon-Museum der Judenheit Italiens hervorging, dessen Mittelpunkt bis heute der Tempio Italiano ist. Im Jahre 1989, 37 Jahre nach der Einweihung des Tempio, konnte dann der Architekt David Cassuto (דָּוִד קָאסֻּוּטֹוֹ; geboren 1937), seit 1974 Präsident der Chevrat Jehudej Italjah,:64 dank einer Spende von Elimelech Weiss die Frauenempore einbauen und das gesamte Intérieur in altem Glanz neu erstrahlen lassen.
Im Jahr 2011 durchliefen Tempio Italiano und Nachon-Museum der Judenheit Italiens eine kritische Phase ihrer Existenz: Um die Fortsetzung und Entwicklung ihrer Aktivitäten zu sichern, musste der Trägerverein Chevrat Jehudej Italjah li-Fʿullah Ruchanit das Eigentum am Alten Hospiz erwerben, das bislang der Stadt Jerusalem gehörte, die sich angesichts verlockender Immobilienpreise mit Verkaufsgedanken trug. Aus diesem Grund wurde auch in Italien die Subskription für eine entsprechende Spendensammlung eröffnet. Schließlich erwarb die Chevrat Jehudej Italjah 2014 die Immobilie Rechov Hillel 25 (Altes Hospiz) zu Eigentum aus Händen der Stadtverwaltung.
Der Tempio ist sonntags bis freitags Mittag im Rahmen der Öffnungszeiten des Nachon-Museum der Judenheit Italiens zu besichtigen. An Schabbat und andern jüdischen Feiertagen dient der Tempio weiter als Ort des Gebets und Andachtsstätte der Chevrat Jehudej Italjah wie als Versammlungsort ihrer Mitglieder und für Gemeindefeiern. An der alljährlichen Feier des israelischen Jom ha-Schoʾah, die die Gemeindejugend ausrichtet, nehmen außer Gemeindemitgliedern auch regelmäßig Italiens Botschafter und Generalkonsul teil, die jedes Mal die Namen italienischer Schoʾahopfer einer Seite im Memorbuch verlesen. Dagegen unterhalten offizielle Stellen oder Personen aus Conegliano keine Verbindungen mit der Chevrat Jehudej Italjah. Italiens Ministerpräsident Mario Draghi besuchte den Tempio Italiano und das Nachon-Museum am 13. Juni 2022 vor seinem Treffen mit Naftali Bennett.

## Intérieur und Ausstattung
Das Intérieur entstand im 17. und 18. Jahrhundert als Inneneinrichtung der Synagoge zu Conegliano in Venetien, deren Bau 1701 begann und 1719 abgeschlossen war. Der Synagogenraum ist in der ehemaligen Kapelle, die im ersten Stock ostwärts vom mittigen Korridor des Alten Hospizes abgeht und aus dessen Ostfassade in den Vorbau hervorspringt. Darunter im Parterre ist der Vorbau zur einen Hälfte geschlossen und umfasst die getäfelte und gewölbte Diele:10 und bildet zur anderen eine nach drei Seiten offene Laube. Nordöstlich vom Eingang des Alten Hospizes steht an der Nordseite des Chatzar Schmidt auf einem um drei Stufen erhöhten Plateau eine Pergola, die zu Sukkot der Gemeinde als Gerüst für ihre Laubhütte (Sukkah) dient.

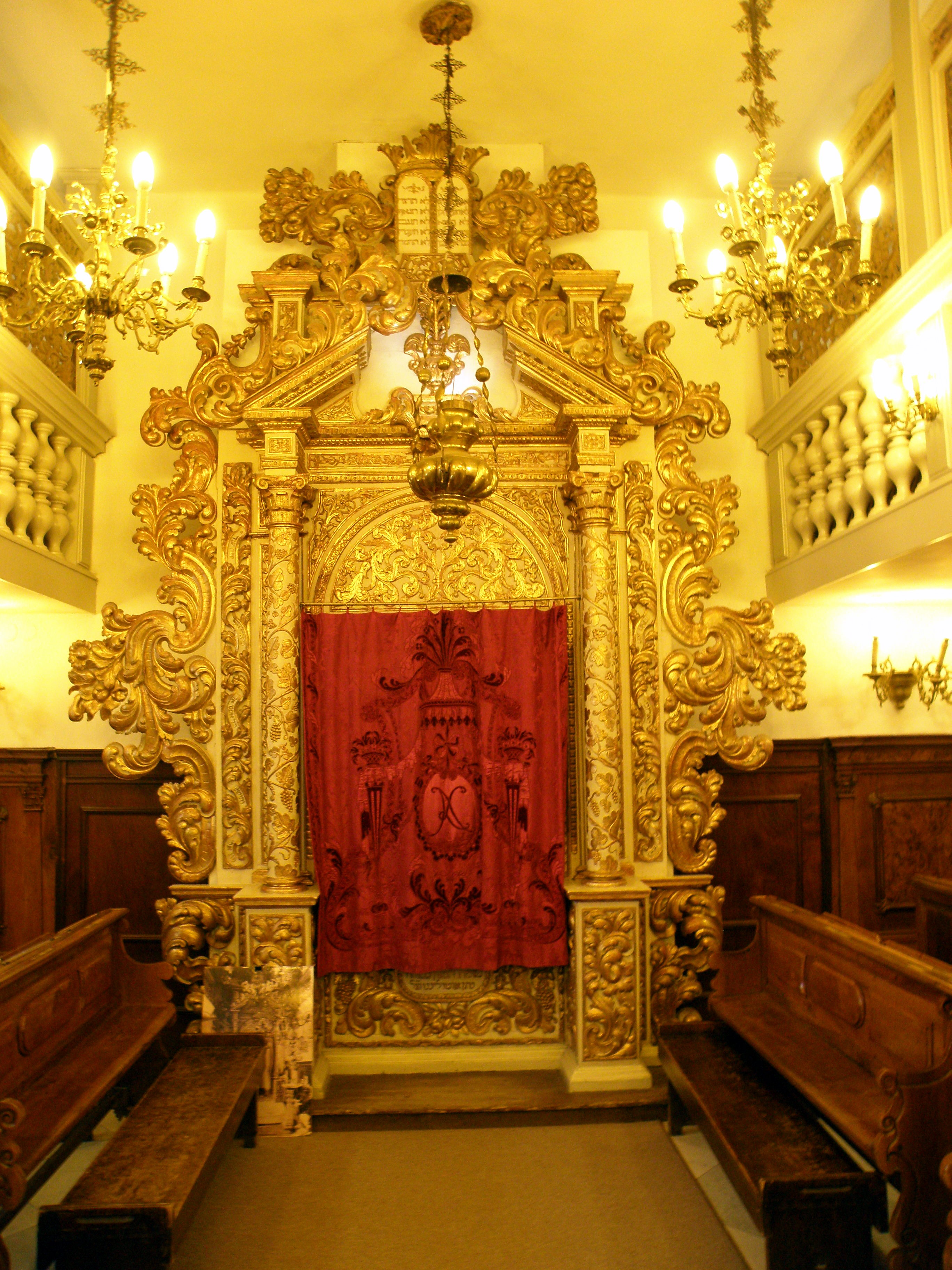
Tempio Italiano: Rote Parochet mit Monogramm CA vorm Torahschrein aus Conegliano, 2010

Der Synagogenraum ist von Westen her zu betreten und der Torahschrein in der Mitte der gegenüber liegenden Ostwand zieht den Blick auf sich. Den Schrein, der im Kern 1490 für den Vorgängerbau der letzten Synagoge Coneglianos entstand, flankieren zwei später angefügte mit Weinlaub umflochtene Säulen als Reminiszenz an Jachin und boʿAs im salomonischen Tempel von Jerusalem, ein fürs Barock typisches Design.
Der hölzerne Torahschrein ist mit Blattgold überzogen und der zentrale Teil seines Gehäuses ist heute barock dekoriert. Seinen barocken Schmuck erhielt er zum Andenken an den um 1652 verstorbenen Rabbi Natan Ottolengo (dessen Name auf die Herkunft seiner Familie aus Ettlingen verweist), seinerzeit Rosch der Jeschivah in Conegliano, wie die deutlich lesbare Inschrift unter den Schreinstüren wiedergibt.

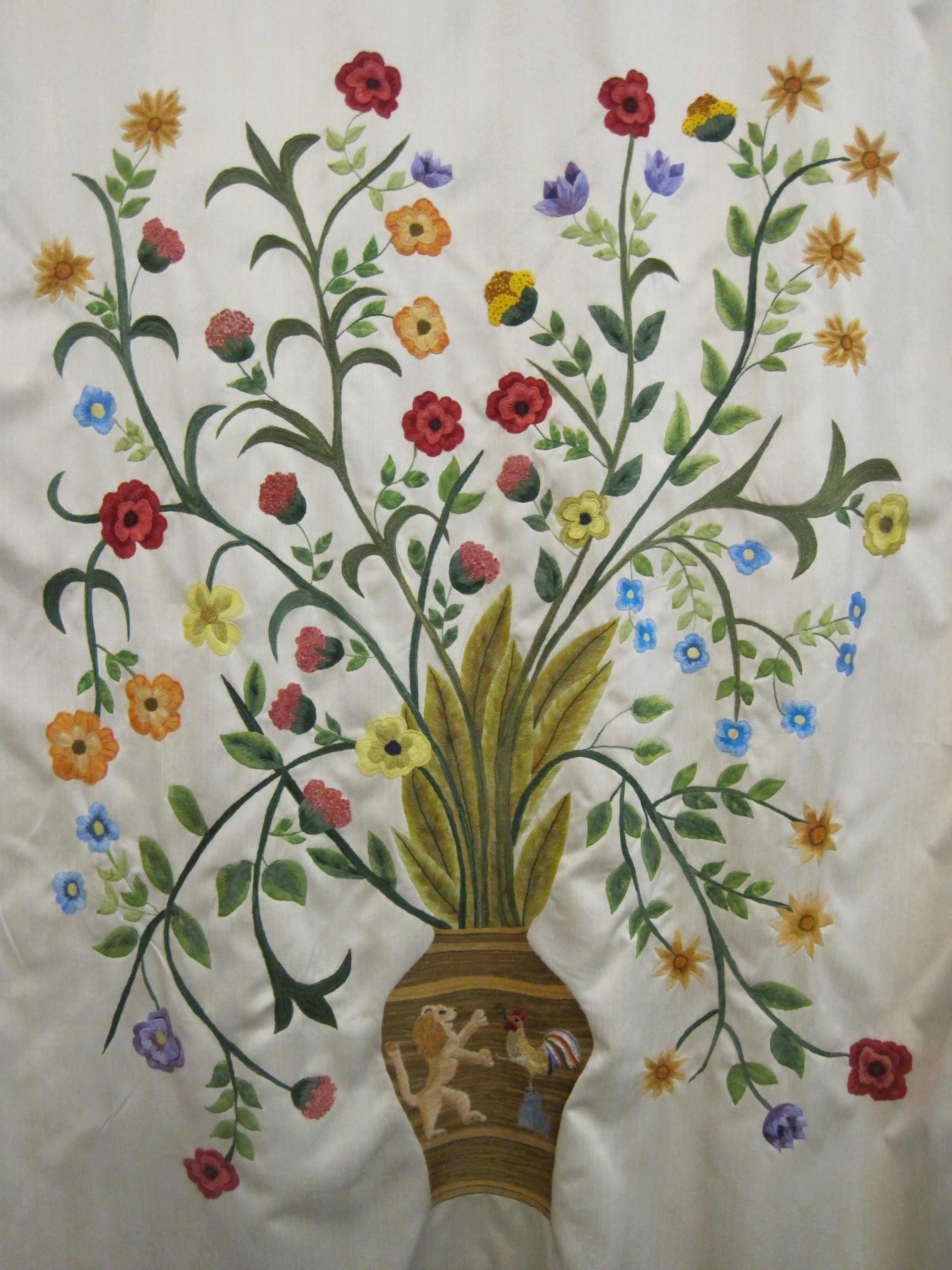
Parochet mit Blumen in der Vase, darauf Löwe und Hahn, 2017

Eine Lünette mit in Blattgold gefasstem hölzernem Relief floraler Motive schließt sich über den Türen des Torahschreins an, den darüber ein gekröpfter ebenfalls blattvergoldeter Giebel bekrönt. Im Jahre 2006 wurde der Torahschrein umfassend renoviert.
Die rote Parochet aus Alessandria trägt das Monogramm CA für Carlo Alberto (Karl Albert König von Sardinien-Piemont und Herzog von Savoyen), den die Juden des Königreichs dafür verehrten, dass er sie 1849 emanzipiert hatte. In die weiße Parochet, welche die Türen des Schreins verhüllt und dem Choschen der Hohepriester entspricht, sind zwölf Edelsteine eingewirkt, die für die Zwölf Stämme Israels stehen. Im Inneren des Schreins befinden sich mehrere alte italienische Torahrollen, deren kostbarste aus der Zeit um 1600 stammt.

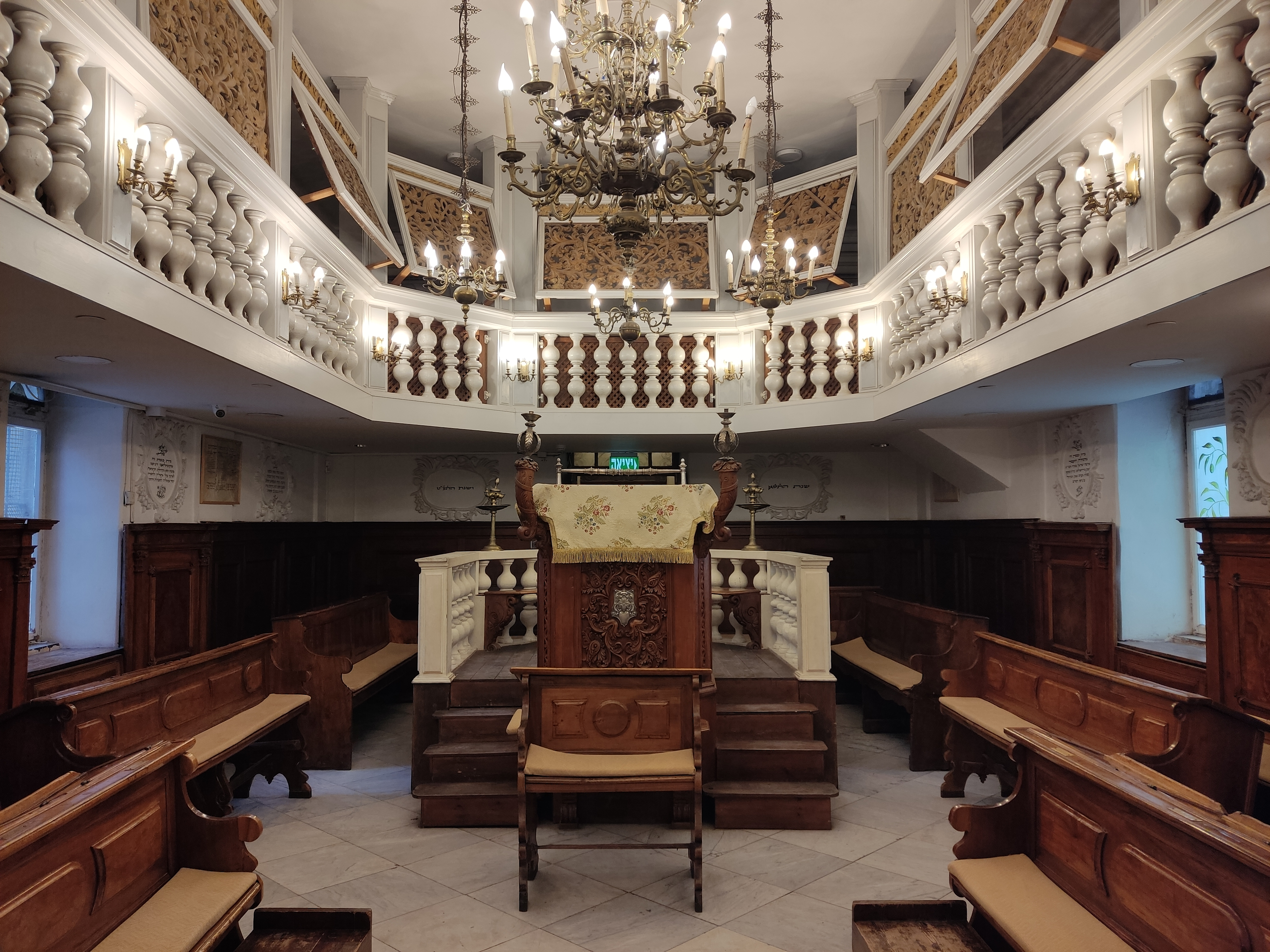
Betraum mit ausgesägten Durchlässen in der Täfelung für die Fenster mit Blick über die Bimah zur Tür, 2022

Die Bimah steht gemäß italienischem Brauch nicht mittig im Synagogenraum, sondern ferner vom Schrein im Westen des Raums, wie einst schon in Conegliano, wo sie von oben durch Fenster der darüber befindlichen Laterne erhellt wurde, die im Alten Hospiz jedoch fehlt. Direkt über dem westlichen und mittleren Teil der Synagoge befindet der zweite Stock, 1927 bis 1931 nach Plänen Heinrich Renards aufgesetzt, von dem aus das Flachdach über dem östlichen Drittel des Synagogenraums als Balkon zu betreten ist.

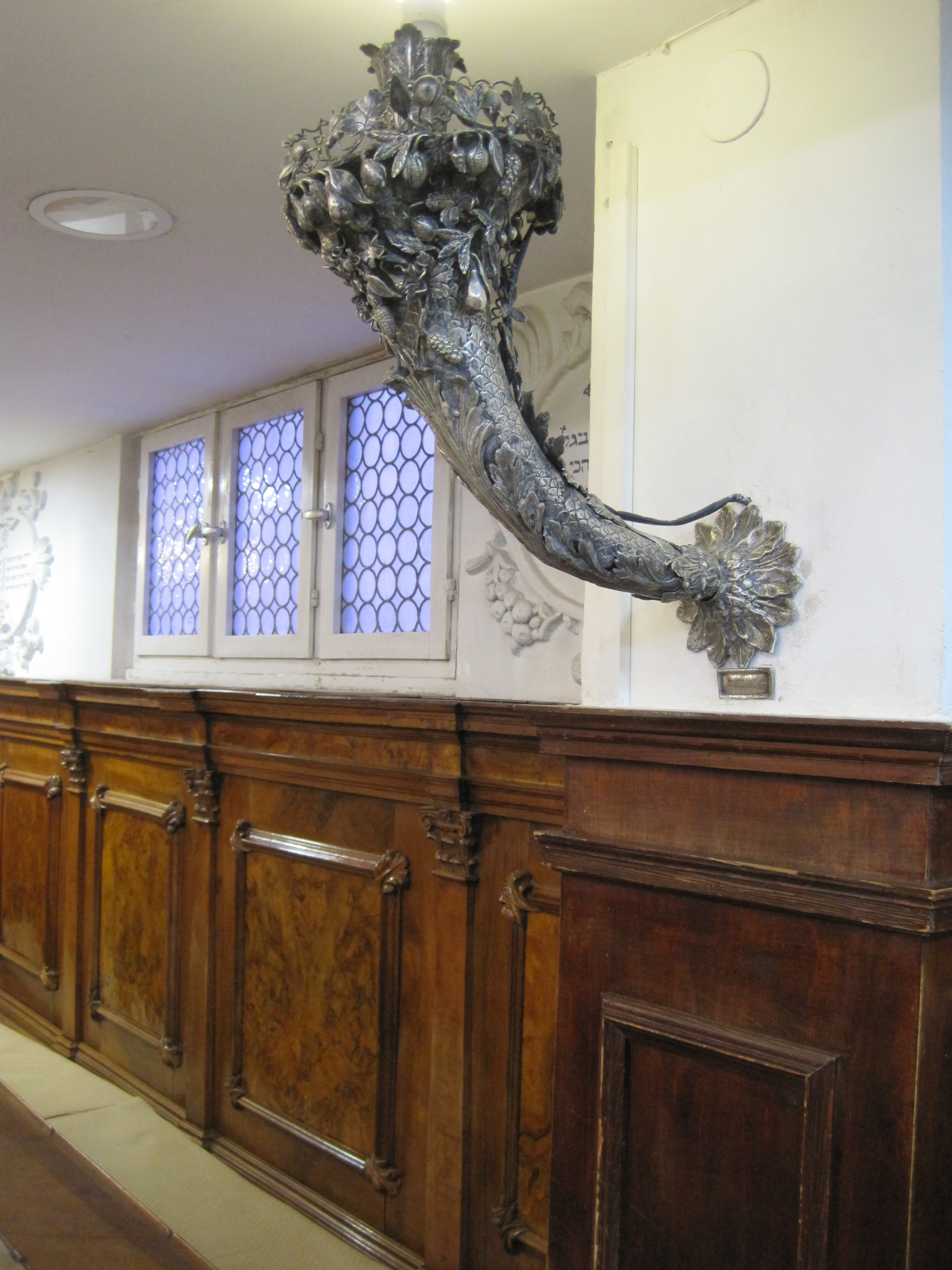
Wand mit Leuchter und Inschriften über Kirschbaumtäfelung, 2017

Das Intérieur aus der Synagoge Coneglianos sprengt die Maße der Kapelle, was sich besonders bei der Raumhöhe bemerkbar macht. Während in Conegliano zwischen Oberkante der Wandvertäfelung und Unterseite der Frauenempore Platz für mannshohe Fenster war, reicht in Jerusalem der Abstand zwischen beiden nicht einmal für die Höhe der Kapellenfenster. Um die vorhandenen Fenster an den Längsseiten der Kapelle nicht zu verstellen, wurde durch Aussägungen nachhaltig in die italienische Wandvertäfelung eingegriffen, die aus Kirschbaumholz besteht.
Auch die Frauenempore, die außer an der Ostseite ringsum verläuft, hängt mangels Raumhöhe in Jerusalem etwas niedrig, was die Harmonie der räumlichen Dimensionen verzerrt. Die Blenden der Empore sind vergoldete Ziergitter aus Holz, die sich öffnen lassen, um den Frauen besseren Einblick zu schaffen. Das Gestühl ist in Nussbaum ausgeführt. Zudem passt der Torahschrein höhenmäßig nur in den Raum des Tempio Italiano, weil man seinen Sockel aus Conegliano fortgelassen hat.

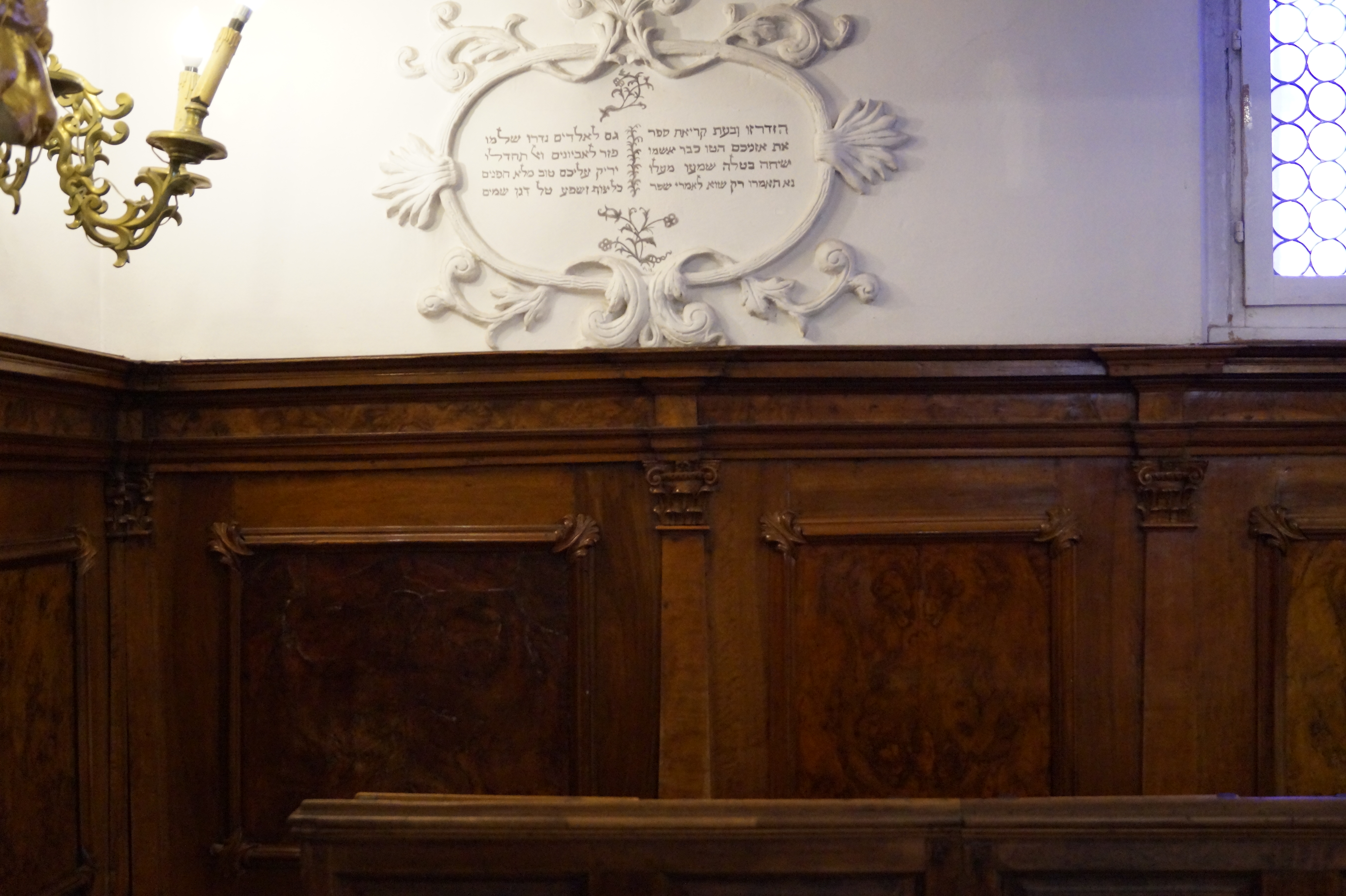
Wand mit Inschrift über Kirschbaumtäfelung, 2016

Der Tempio Italiano ist innen mit hebräischen Inschriften aus den heiligen Schriften geschmückt, die Miriam Bollaffio Morpurgo bis November 1952 nach dem originalen Zustand in Conegliano restaurierte und um Tafeln für den kurz zuvor verstorbenen Umberto Cassuto und für den 1945 tödlich verunglückten Parnas Renato Jarach sowie eine Ehrentafel für 18 italienischstämmige Gefallene des Kriegs um Israels Unabhängigkeit ergänzte.:49 Außer Intérieur aus Conegliano gibt es im Tempio Italiano auch einzelne Stücke von bemerkenswertem künstlerischem Interesse aus anderen Orten, insbesondere aus Padua, Mantua oder Ferrara.

## Gemeinde und Brauch des Tempio Italiano
Jerusalems jüdische Gemeinde italienischen Brauchs (auch: Minhag Italiani) entstand im September 1940 auf Initiative Mosè Giorgio Coen Piranis und Rabbiner Emanuele Artoms. Nachdem das Königreich Italien am 10. Juni 1940 der britischen Mandatsmacht den Krieg erklärt hatte, und italienische Staatsbürger im Mandatsgebiet als feindliche Ausländer interniert worden waren, mied die Gemeinde für ihren Namen den Begriff Italien und nannte sich Gemeinde nach Brauch der Kinder Roms (קְהִלָּה כְּמִנְהָג בְּנֵי רוֹמָא Qəhillah kə-Minhag Bnej Rōmā).:42 Ihr erstes Gemeindegebet feierte die Qehillah zu Rosch ha-Schanah 1940 in einem Raum des Kindergartens – vermittelt durch dessen Leiterin, Gemeindeglied Leah Rocca-Cassuto – der Schule Beit Sefer Margaliot (auch Beit Sefer Spitzer genannt) im Rechov ha-Neviʾim (Prophetenstraße).:41
Die formlos als Betergruppe auftretende Gemeinschaft bezahlte bereits ab 1942 ihren ersten Rabbiner Elia Samuele Hartom (auch Artom, אֱלִיָּה שְׁמוּאֵל הַרְטוֹם; 1887–1965), was er zehn Jahre blieb neben seiner Tätigkeit als Lehrer an der Maʿaleh-Schule. Doch erwies sich die informelle Bewältigung gesteckter Aufgaben als zunehmend beschwerlich, so dass sich aus der Mitte der Beter am 20. August 1945 die Chevrat Jehudej Italja li-Fʿullah Ruchanit (חֶבְרַת יְהוּדִיֵ אִיטַלְיָה לִפְעֻלָּה רוּחָנִית (hebräisch)) gründete, um die Arbeit mit eigener Beitragserhebung, gewähltem Leitungsgremium und Vermögens- wie Rechtsfähigkeit zu formalisieren.:44 Die Chevrat Jehudej Italjah ist als gemeinnützig anerkannt.
Eine bedeutende wirtschaftliche Veränderung war der Erwerb der seit langen Jahren genutzten Immobilie Rechov Hillel 25 (Altes Hospiz) zu Eigentum, womit die Gesellschaft sich einen wichtigen Vermögenswert schuf, der ihr als besitzlose Sicherheit bei Banken finanziellen Rückhalt bietet. Die Schweizer Brüder Maurice Dwek und Solo Dwek ermöglichten den Erwerb durch großzügige Spenden 2014. Die Gesellschaft ist zudem Trägerin des Nachon-Museums der Judenheit Italiens, einer einzigartigen Institution, die das kulturelle Erbe der italienischen Judenheit bewahrt, das sich in ihrer Kunst widerspiegelt. Außerdem unterhält die Gesellschaft seit 1989 den gemeindeeigenen Fondo Anziani Italiani per Beneficenza (FAIB) für hilfsbedürftige Alte.
Die Chevrat Jehudej Italjah der Italqim (Italiener) veranstaltet eine breite Palette von Konferenzen, Lehrveranstaltungen, Symposien, Konzerten und Ausstellungen, die ein großes Publikum anziehen, nicht nur das italienischsprachige oder italienischstämmige. Die Gesellschaft zählt etwa 400 Mitglieder. Sie pflegen im Tempio Italiano Gebete nach italienischem Brauch, der damit eine der wenigen dieses Minhags außerhalb Italiens ist. Mit etwa 9.000 Personen, davon 3.000 in Italien gebürtige, bilden die Bnej Roma eine kleine religiöse Gruppierung unter jüdischen Israelis, die weder dem aschkenasischem noch dem sephardischen Brauch folgen.
Der italienische Minhag Israels umfasst Elemente eigenen Brauchtums italienischstämmiger Juden, wie zum Beispiel die Position der Bimah in einer Synagoge, die Nutzung von Sichtblenden an Frauenemporen und andere Punkte, die biblisch und talmudisch nicht bestimmt sind. Der Minhag umfasst aber auch einen Nussach (נֻסָּח אִיטַלְיָה Nussach Īṭaljah), die Ordnung, den Wortlaut und die liturgische Melodie der zu den jeweiligen Feiertagen genutzten Gebete.

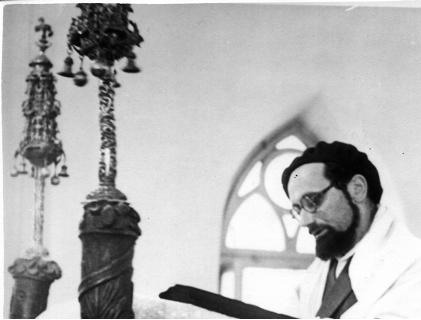
Leo Levi auf der Bimah mit Rimmonim auf Haltern, 1952 im Tempio Italiano noch ohne Empore

Israels italienischer Brauch ist ein Ausgleichsminhag.:43 Bei Gründung gab es nur einen genuinen Römer in der Gemeinde, weshalb römische Spezifika minder in den Minhag einflossen als Bräuche von Florentinern, Livornesen, Milanesen und Piemontesen, die mit ihren sephardischen Einsprengseln einiges Gewicht erhielten.:42 Vergleicht man den heute im Tempio gepflegten Gesang mit Hörproben synagogaler Musiktraditionen aus Leo Levis (1912–1982) musikologischer Sammlung, so finden sich bei einzelnen Gebeten und Liedgut Ähnlichkeiten mit Nußchaʾot aus Mantua, Reggio Emilia, Piemont, Ferrara, Rom, Ancona und Florenz.:42
Neue in Jerusalem entstandene Gepflogenheiten werden gelegentlich ebenfalls ins Brauchtum übernommen. Kompromisse erlauben fremde Zusätze, die aber als solche erkennbar bleiben. So leitet zwar das zum sephardischen Brauchtum zählende Gebet El Nora ʿAlilah (אֵל נוֹרָא עֲלִילָה) auch im Tempio Italiano die Neïlah zum Abschluss des Jom Kippurs ein, die die Gemeinde stehend zelebriert, doch zum Zeichen das besagtes Gebet im italienischen Brauch nicht zur Neïlah zählt, tragen es drei Chasanim sitzend vor, bevor alle sich erheben, um die Neïlah einzuleiten.:43 Das Brauchtum entwickelt sich beständig und so kommt es im Zusammenwirken von Gemeinde, Rabbinen und versierten Mitgliedern immer wieder zu Revisionen und Ergänzungen wie 1952 (erste Zusammenfassung), 1955 (Gebet für die Unabhängigkeit Israel hinzugefügt), 1966 (Neufassung gedruckt), 1991 (kleinere Revisionen):43 und Neuausgabe des Gemeinde-Machsors zu Jom Kippur aus dem Jahr 5778.

## Bibliographie
- David Cassuto (דָּוִד קָאסֻּוטֹו) und Angelo Mordechai Piattelli (אַנְגֵ׳לֹו מָרְדְּכַי פְּיָאטְֶלִי), “Gli Italkim di Rechov Hillel (dal 1952 a oggi)”, in: La Rassegna mensile di Israel, Bd. 80, Nr. 2/3 (Mai–Dezember 2014) ‘L’Italia in Israele: Il contributo degli ebrei italiani alla nascita e allo sviluppo dello Stato d’Israele’, S. 183–196
- Reʾuven Gafni (רְאוּבֵן גַּפְנִי), מקדש מעט בתי כנסת מוכרים ונסתרים בירושלים, Jerusalem: הוצאת יד בן צבי, 5764jüd. / 2004greg., darin Anhang Gafnis mit David Cassuto (דָּוִד קָאסֻּוטֹו) und Schalom Sabbar (שָׁלוֹם צַבָּר) über den Tempio Italiano: S. 179–184. ISBN 965-217-228-6.
- Miriam Magall (מִרְיָם מָגָל): Jerusalem – heilige Stätten der Juden. Fink, Paderborn und München 12010, ISBN 978-3-7705-5039-5, S. 90–95.
- Umberto Schlomoh Nahon (שְׁלֹמֹה אוּמְבֶּרְטוֹ נָכוֹן Schlomoh Ūmberṭō Nachōn), “על שלושה שרידים של בית הכנסת של ליוורנו בבית הכנסת האיטלקי בירושלים”, in: טוּרֵי יְשֻׁרוּן (Ṭūrej Jəschurūn; הסתדרות ישורון [Hrsg.]), Jg. ג (תשל״א[52]), Heft כג, S. 24–26.
- Umberto Schlomoh Nahon, “Lapidi e arredi marmorei nel Tempio italiano di Gerusalemme”, in: La Rassegna mensile di Israel, Jg. XXXVI, Nr. 7-8-9 (‹In memoria A. Milano›, 1970), S. 267–282.
- Umberto Schlomoh Nahon, “Tre curiosità nel Tempio italiano di Gerusalemme”, in: Israel (Zeitschrift, Rom), Jg. 58, Nr. 4 (19. Oktober 1972), S. 3.
- Angelo Mordechai Piattelli (אַנְגֵ׳לֹו מָרְדְּכַי פְּיָאטְֶלִי) im Auftr. der Chevrat Jehudej Italjah li-Fʿullah Ruchanit, “The Origins of the Italian Synagogue and the Hevrat Yehudé Italia Lif´ulà Ruhanit”, in: The Italian Jewish Cultural Centre in the Heart of Jerusalem, Ruhama Bonfil (רוּחָמָה בֹּוֹנְפִיל Rūchamah Bōnfīl; Hrsg.), Jerusalem: חֶבְרַת יְהוּדִיֵ אִיטַלְיָה לִפְעֻלָּה רוּחָנִית, 2014, S. 41–52. Keine ISBN.